# Gaëtan Missi Mezu
Pour les articles homonymes, voir Missi (homonymie).
Gaëtan Missi Mezu, né le 4 mai 1996 à Villeneuve-d'Ascq en France, est un footballeur international gabonais, possédant également la nationalité française. Il évolue au poste d'attaquant au FC Martigues. Avec ce club, il monte en Ligue 2 française lors de la saison 2023 - 2024. 
Sans club depuis le 1er juillet 2024, il vient de s'engager ce 12 octobre 2024 au RFC Tournai, club belge évoluant en D1 ACFF, soit la troisième division (les deux premières étant exclusivement professionnelles, la D1 ACFF est semi-professionnelle et donc considérée comme première division du football amateur belge). 

## Carrière

### En club
Gaëtan Missi Mezu rejoint le Valenciennes FC en 2014. Deux ans plus tard, il signe au Paris FC pour une année.
Après une saison au Paris FC et une montée en Ligue 2 française, Gaëtan rejoint le club roumain de Dunărea Calarasi en deuxième division avec laquelle il finit champion et remporte son premier trophée.

### En sélection
Il honore sa première sélection internationale le 28 mai 2016 lors d'un match amical contre la Mauritanie. Il est ensuite sélectionné à plusieurs reprises et participe à des matchs comptant pour les éliminatoires de la CAN 2019.

## Statistiques
| Saison                | Club                  | Championnat           | Championnat | Championnat | Coupe nationale | Coupe nationale | Coupe de la Ligue | Coupe de la Ligue | Gabon | Gabon | Total | Total |
| Saison                | Club                  | Division              | M.          | B.          | M.              | B.              | M.                | B.                | M.    | B.    | M.    | B.    |
| 2013-2014             | Balma SC              | 5                     | 20          | 1           | 1               | 0               | -                 | -                 | -     | -     | 21    | 1     |
| 2014-2015             | Valenciennes FC rés.  | 5                     | 14          | 1           | -               | -               | -                 | -                 | -     | -     | 14    | 1     |
| 2015-2016             | Valenciennes FC       | 2                     | 6           | 0           | 2               | 1               | 0                 | 0                 | 1     | 0     | 9     | 1     |
| 2016-2017             | Paris FC              | 3                     | 12          | 0           | 0               | 0               | 3                 | 1                 | 1     | -     | 16    | 1     |
| 2017-2018             | Dunărea Călărași      | 2                     | 25          | 4           | 0               | 0               | -                 | -                 | -     | -     | 25    | 4     |
| 2018-janv. 2019       | Dunărea Călărași      | 1                     | 4           | 0           | 1               | 0               | -                 | -                 | 1     | -     | 6     | 0     |
| mars-juin 2019        | Arsenal Kiev          | 1                     | 9           | 1           | 0               | 0               | -                 | -                 | 4     | -     | 13    | 1     |
| 2019-2020             | FC Schaffhouse        | 2                     | 19          | 2           | 1               | 0               | -                 | -                 | 1     | -     | 21    | 2     |
| sept. 2020-           | FC Ilves              | 1                     | 9           | 1           | 0               | 0               | -                 | -                 | -     | -     | 9     | 1     |
| Total sur la carrière | Total sur la carrière | Total sur la carrière | 118         | 10          | 5               | 1               | 3                 | 1                 | 8     | 0     | 134   | 12    |

## Palmarès
- Championnat de Roumanie de deuxième division :
  - Champion : 2018.